# Wattignies (torpilleur)
Pour les articles homonymes, voir Wattignies (homonymie).
Le Wattignies est le navire de tête d’une classe de deux croiseurs torpilleurs, la classe Wattignies, qui ont été construits pour la Marine française au début des années 1890. Le navire a été le premier en service dans la marine française à avoir des canons à tir rapide (QF). En plus de cinq canons QF de 100 mm, le navire était équipé de quatre tubes lance-torpilles de 356 mm. Lancé en 1891 à Cherbourg, le Wattignies est mis en service dans l’escadre de la Méditerranée dans le cadre de la réserve. Le croiseur a servi en Crète à partir de 1896, soutenant les objectifs humanitaires et politiques français sur l’île. Cela s’est avéré être le seul déploiement actif que le navire a effectué. En 1899, le navire est transféré à Rochefort, retournant en la réserve. Le Wattignies resta en service pendant encore huit ans jusqu’à ce qu’il soit mis à la retraite et rayé en 1908 du registre de la marine.

## Conception
Les croiseurs torpilleurs de classe Wattignies ont été conçus par Louis de Bussy en 1888 comme des versions agrandies et améliorées de la classe Condor précédente. Le design a été créé en réponse à la publication de l’ouvrage La marine de guerre, son passé et son avenir, cuirassé et torpilleurs (1884), dans lequel le ministre de la Marine Auguste Gougeard décrivait sa vision du navire de guerre du futur. Les navires mesuraient 70,985 m de longueur hors tout et 68,012 m de longueur entre perpendiculaires, avec une largeur de 8,908 m et un tirant d'eau moyen de 4,211 m, augmentant à 4,698 m à l’arrière. Le Wattignies avait un déplacement de 1297 tonnes. En 1904, ce déplacement est passé à 1310 tonnes.
Le Wattignies était initialement propulsé par deux moteurs à vapeur verticaux à triple expansion, entraînant chacun un arbre d'hélice, utilisant la vapeur fournie par quatre chaudières type Amirauté à charbon à une pression de 11,26 kg/cm2 (160,2 psi). Les machines ont été conçues pour produire un total de 4000 ch (2900 kW) et donner au navire une vitesse maximale de 18 nœuds (33 km/h). Les chaudières se sont avérées défectueuses lors des essais et ont été remplacées. Le navire est finalement équipé de huit chaudières Niclausse. La puissance théorique était de 4189 ch (3124 kW) et la vitesse de 18,61 noeuds (34,47 km/h). Le navire transportait 160 tonnes de charbon, ce qui lui donnait une autonomie de 1800 milles marins (3300 km) à une vitesse de 12,5 nœuds (23,2 km/h). L’équipage s’élevait à 185 officiers et hommes du rang.
L’artillerie principale de la classe Wattignies se composait de cinq canons de 100 mm modèle 1891. Deux d’entre eux se trouvaient sous le gaillard d'avant, deux au milieu du navire sur des encorbellements et un sur la dunette arrière. Pour la défense à courte portée contre les torpilleurs, les navires portaient six canons Hotchkiss de 47 mm modèle 1885 et quatre canons-revolvers Hotchkiss de 37 mm, tous montés sur des affûts individuels. Les navires étaient armés de quatre tubes lance-torpilles de 356 mm, deux vers l’avant et deux sur les côtés. Le pont était blindé avec du fer forgé incurvé de 40 mm d’épaisseur, de la même manière que la classe Condor précédente. L’armement a été modifié en cours de service. En 1896, les tubes lance-torpilles ont été retirés. Dans le même temps, deux des canons-revolvers Hotchkiss de 37 mm ont été remplacés par des canons QF du même calibre.

## Carrière
Le Wattignies est commandé à l’Arsenal de Cherbourg le 26 juillet 1888 et autorisé dans le budget de 1889. La construction au chantier naval de Cherbourg débute le 30 août 1888 et le navire est mis en chantier le 8 octobre de l’année suivante. Les machines sont commandées le 14 novembre 1888 et installées entre le 1er février et le 17 septembre 1891. Le navire fut lancé le 9 avril 1891 et achevé le 5 février 1892. Le Wattignies a été nommé d’après la bataille de Wattignies. Le navire a été le premier navire de la marine française à avoir des canons à tir rapide.
Une fois terminé, le Wattignies débuta ses essais jusqu’au 27 juillet 1892, date à laquelle le navire arriva à Toulon pour être mis en service dans l’escadre de la Méditerranée. Presque immédiatement, le navire fut affecté à la division de réserve, où il resta jusqu’en 1898. L’équipage du navire a été réduit à 162 hommes. Le 1er juillet 1894, le Wattignies rejoint la troisième division de l’escadre active pour un exercice qui mobilise une grande partie de l’escadre de Méditerranée. L’exercice impliquait des attaques simulées par des torpilleurs et a prouvé la vulnérabilité des cuirassés aux attaques de torpilles.
En 1895, l’agitation croissante en Crète conduisit l’Empire ottoman à demander l’aide de la France pour rétablir la paix entre les différentes factions. Le 24 juin, l’ambassadeur de France, ainsi que des représentants de cinq autres puissances européennes, a soumis une réponse proposant une solution militaire et politique plutôt qu’humanitaire. Cependant, une aide humanitaire est nécessaire et des navires français sont utilisés pour évacuer les civils. Au début de l’année suivante, le pays a pris la responsabilité d’une partie de l’île, pour maintenir la paix. Pour soutenir ces efforts et protéger ses intérêts nationaux, la marine française affecte des navires de guerre à l’île. En septembre 1896, c’est au tour du Wattignies d’être désigné comme navire stationnaire en Crète, remplaçant le cuirassé Marceau. Après une période de révolte, le 28 novembre 1898, les dernières troupes ottomanes quittent la Crète et l’île est remise à la Grèce.
Entre-temps, le Wattignies avait quitté l’île, remplacé par une escadre internationale. Le navire a été affecté à Port-Saïd. Le navire y resta jusqu’à ce qu’il soit relevé par le croiseur torpilleur Condor en 1898. Entre 1899 et 1907, le Wattignies est à Rochefort, mais reste en réserve. Le croiseur fut retiré du service et rayé du registre naval le 8 avril 1908. Moins de 20 ans s’étaient écoulés depuis que la commande avait été passée pour la construction du navire,.